# Avanhandava
Avanhandava là một đô thị ở bang São Paulo, Brasil. Thành phố này có dân số (năm 2007) là 10.875 người, diện tích là 340,338 km², mật độ dân số 27,8 người/km². Đô thị này nằm ở độ cao 428 m. Đô thị này nằm ở khu vực khí hậu. Theo điều tra năm 2000, đô thị này có:
- Tổng dân số 8829 người, trong đó, dân số thành thị: 8100, nông thôn: 729 người.
- Nam giời: 4399, nữ giới: 4430 người.
- Mật độ dân số 25,94 người/km².
- Tuổi thọ: 70,92 năm.
- Tỷ lệ biết đọc biết viết: 87,98% dân số.
- chỉ số phát triển con người: 0,768

Đô thị này giáp các đô thị: Penápolis - Promissão